# 생방송 100분쇼
《생방송 100분쇼》는 대한민국의 KBS에 방송됐던 예능 프로그램이다.

## 기획 의도
매주 생방송으로 진행되는 쇼 프로그램의 대명사로 가수나 코미디언, 유명 인사가 출연하는 대형 버라이어티 쇼로 새로운 기획과 기법으로 쇼 프로그램이다.

## 방송 시간
- KBS 1TV - 1984년 매주 토요일 저녁 7시 ~ 8시 10분

## 진행자
- 임성훈
- 정혜경

## 제작진
- 연출 : 전필홍
- 작가 : 김무영

## 같이 보기
- 코미디